# Boaz Sharabi

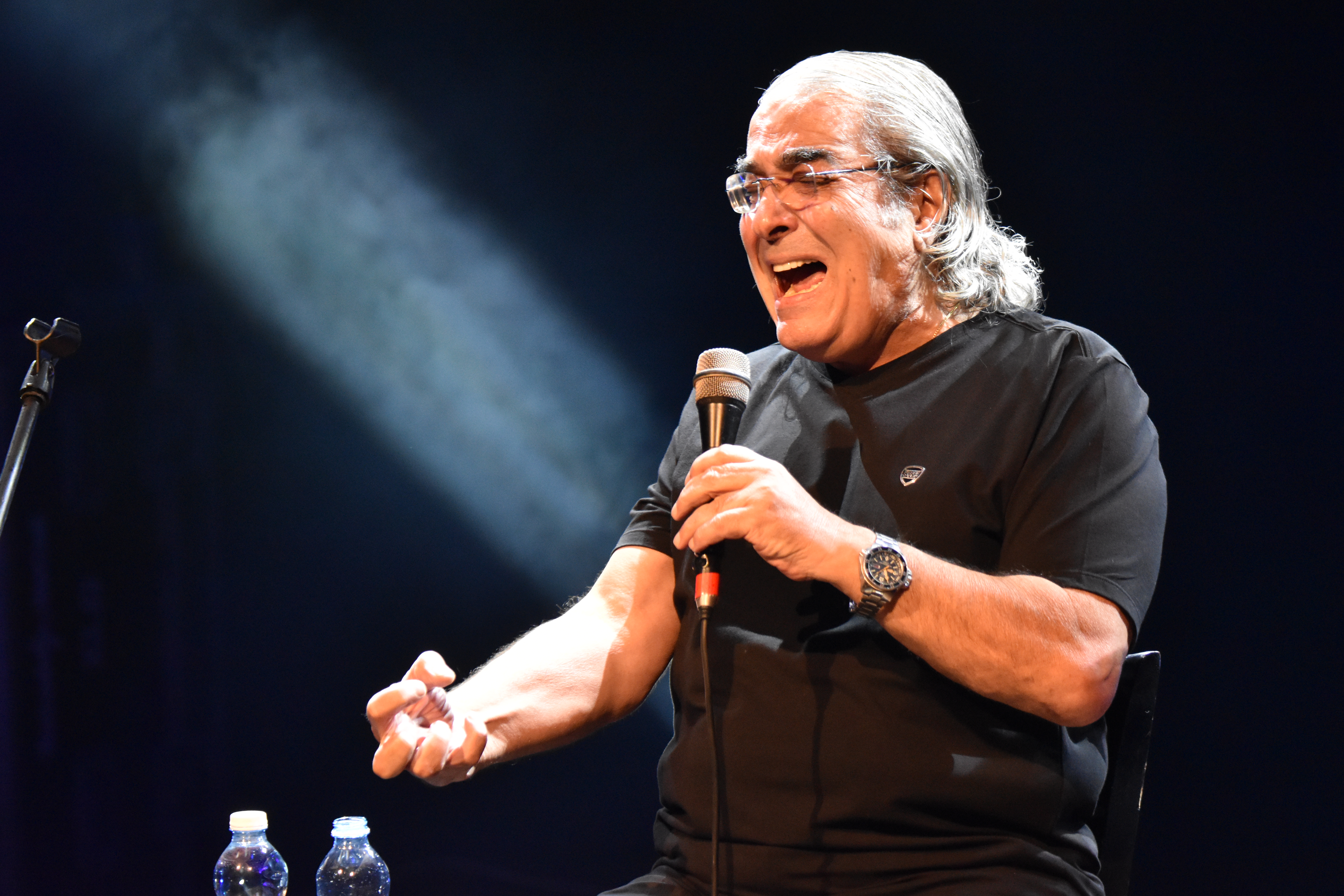
Boaz Sharabi, 2018

Boaz Sharabi (hebräisch בעז שרעבי; geb. 28. Mai 1947 in Tel Aviv, Mandatsgebiet Palästina, heute Israel) ist ein israelischer Liedermacher, Komponist und Liedtexter. Seine Lieder kombinieren Einflüsse der orientalischen Musik mit Soul und Pop.

## Biografie
Sharabi wurde 1947 in Tel Aviv geboren. Er hatte neun Geschwister und wuchs in einer musikalischen Familie auf. Seine Eltern waren jemenitische Juden. Zwei seiner Brüder sind Sänger und Komponisten, seine Zwillingsschwester Ada soll bei ihrer Geburt gestorben sein. Sharabi vertritt jedoch die Ansicht, dass sie, wie Hunderte israelische Kleinkinder jemenitischer Herkunft in den Jahren 1948–1954, ihren Eltern weggenommen wurde.
Sharabi begann als Zehnjähriger Trommel zu spielen und war von 1965 an einige Jahre Schlagzeuger in verschiedenen Rock-Gruppen. Mit dem Liedtexter und Dichter Ehud Manor und dem Komponisten und Sänger Matti Caspi ergab sich eine langjährige künstlerische Zusammenarbeit. Für den Film Jenseits der Mauern von Uri Barbash, der 1984 erschien und 1992 mit einem Sequel fortgesetzt wurde, schrieb er die Filmmusik und war auch einer der Darsteller. Bei Shoshana Damaris Comeback in den 1980er Jahren sang er mit ihr ein Duett. Seine Alben enthalten auch Rezitationen von Gedichten des jemenitischen Dichters Shalom Shabazi (1619–1720).
Sharabi nahm an zahlreichen Musikwettbewerben teil und war 1977 Gewinner des Songfestivals von Viña del Mar. Das Filmporträt Boaz über sein Leben wurde im Jahr 2017 auf dem Festival Docaviv in Tel Aviv gezeigt.
Sharabi war dreimal verheiratet. Von seiner ersten Frau, Liora, die er in den 1970er Jahren heiratete, ließ er sich nach einigen Jahren scheiden. Seine zweite Frau, Helen, war drogenabhängig und beging 1991 Selbstmord. Seine dritte Frau, Pnina Zadok, heiratete er 2002. Mit ihr hat er einen Sohn, die Ehe wurde 2006 geschieden. Sharabi wohnt in Caesarea.

## Diskografie

### Singles (Auswahl)
- 1971: פמלה
- 1973: מי ידע שכך יהיה
- 1987: לשיר איתך (mit Shoshana Damari)
- 2007: אם את עדיין אוהבת אותי